# Морозов, Валерий Михайлович
Валерий Михайлович Морозов (1926 — 2013) — советский самбист, призёр чемпионата СССР, мастер спорта СССР по вольной борьбе (1957). Выступал за Советскую Армию (Ленинград). Участник Великой Отечественной войны. Судья всероссийской категории по дзюдо. Тренер по самбо и дзюдо. Заслуженный работник физической культуры Российской Федерации (2001). Спортивный функционер.

## Биография
Выпускник Ленинградского техникума физической культуры 1951 года. В 1966 году окончил Высшие курсы тренеров при Военном институте физической культуры и ГИФК имени П. Ф. Лесгафта. Пять раз становился чемпионом Ленинграда.
На общественных началах был тренером Учебного отряда подводного плавания имени С. М. Кирова. В 1955—1956 годах исполнял обязанности начальника физической подготовки артиллерийской бригады Ленинградского военного округа. В 1972—1980 годах был тренером сборной Ленинграда. Под его руководством сборная Ленинграда стала бронзовым призёром Спартакиады народов СССР 1979 года. В 1973—1989 годах был старшим тренером СКА (Ленинград) по самбо и дзюдо. С 1989 года работал тренером и старшим тренером ШВСМ (Ленинград).
В 1951—1955 годах работал преподавателем Военно-морского училища связи в Пушкине. В 1956—1973 годах — сначала преподаватель, а затем старший преподаватель Военно-инженерной академии имени А. Ф. Можайского. В 1972—1980 годах был председателем Федерации дзюдо Ленинграда.

## Известные воспитанники
- Покатаев, Владимир Иванович (1941—1993) — самбист и дзюдоист, чемпион и призёр чемпионатов СССР по самбо, чемпион и призёр чемпионатов Европы по дзюдо, призёр чемпионата мира по дзюдо, Заслуженный мастер спорта СССР.
- Кюллёнен, Владимир Александрович (1948-1990-e) — самбист и дзюдоист, чемпион и призёр чемпионатов СССР по самбо, чемпион Европы и мира по самбо, призёр чемпионата СССР по дзюдо, Заслуженный мастер спорта СССР.
- Соколов, Юрий Алексеевич (1961—1990) — дзюдоист, победитель Спартакиады народов СССР, чемпион и призёр чемпионатов СССР и мира, чемпион Европы, Заслуженный мастер спорта СССР.
- Тараканов, Валентин Семёнович — дзюдоист, призёр чемпионатов СССР и Европы, призёр Спартакиад дружественных армий, победитель чемпионата дружественных армий 1979 года, мастер спорта России международного класса.

## Спортивные результаты
- Чемпионат СССР по самбо 1956 года —